# Gorampa Sönam Sengge
| Tibetische Bezeichnung                              |
| --------------------------------------------------- |
| Wylie-Transliteration: go rams pa bsod nams seng ge |
| Andere Schreibweisen: Gorampa Sonam Senge           |
| Chinesische Bezeichnung                             |
| Pinyin:Guorangba Suonan Sengge                      |

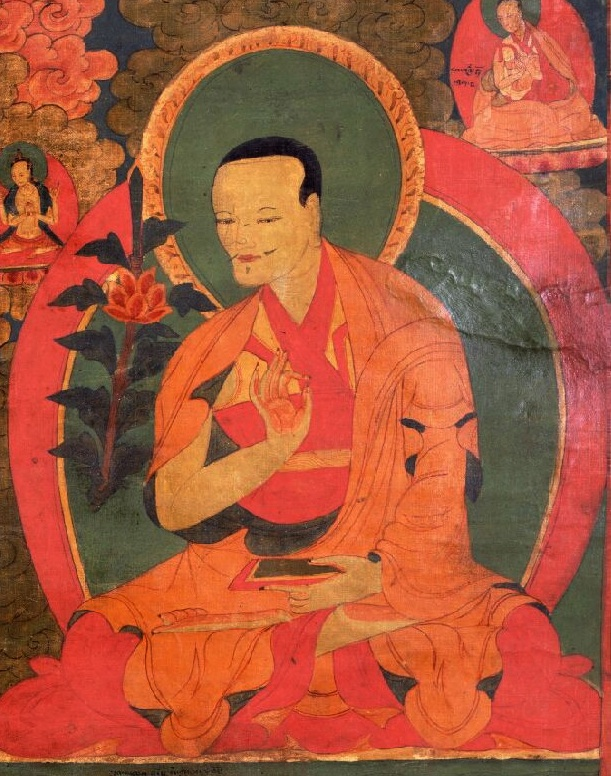
Gorampa Sönam Sengge

Gorampa Sönam Sengge (tib. go rams pa bsod nams seng ge; geb. 1429; gest. 1489) war ein Meister der Sakya-Schule des tibetischen Buddhismus. Er ist Autor einer umfangreichen Sammlung von Sutra- und Tantra-Kommentaren. 1473 gründete er das Kloster Thubten Namgyel Ling (thub bstan rnam rgyal gling) im heutigen Kreis Namling von Shigatse in Tibet. Er war der 6. Thronhalter des Ngor-Klosters (chin. E'er si fatai 鄂尔寺法台), des Gründungsklosters der Ngor-Tradition (ngor pa), einer der drei Hauptunterschulen der Sakya-Tradition.